# Leuctra stupeningi
Leuctra stupeningi is een steenvlieg uit de familie naaldsteenvliegen (Leuctridae). De wetenschappelijke naam van de soort is voor het eerst geldig gepubliceerd in 1954 door Illies.